# Protein Z
Protein Z ist ein Vitamin-K-abhängiges Glykoprotein im Blutplasma, welches in der Leber gebildet wird und an der Blutgerinnung beteiligt ist.
Protein Z hat eine molare Masse von 62 kDa und besteht aus 360 Aminosäuren. Es wurde 1977 zunächst bei Rindern, 1984 beim Menschen nachgewiesen. Protein Z ist an der Gerinnung beteiligt, indem es eine Anlagerung von Thrombin an endotheliale Phospholipidoberflächen unterstützt und mit Hilfe eines spezifischen Protease-Inhibitors die prokoagulatorische Aktivität des Faktors Xa hemmt. Protein Z hat dabei aber selbst keine katalytische Funktion.
Ein verminderter Spiegel von Protein Z wird mit Thrombosen sowie mit Fehlgeburten in Verbindung gebracht.